# ロマン・トマ
ロマン・トマ (Thomas Romain 1977年8月1日 - ) は、フランス出身・日本在住のデザイナー、イラストレーター、アートディレクター、演出家。おもにゲームやアニメの美術設定やメカニックデザインを手がける。Studio No Border株式会社の経営者。

## 経歴
フランス東部のブザンソンで生まれ、パリで育つ。大学で物理学を専攻したが、中退後エンタテインメント関連の仕事に就こうと画の勉強を始める。19歳の頃、『オーバン・スターレーサーズ』の原作者であるサヴァン・イェットマン＝エッフェル (Savin Yeatman-Eiffel) と知り合い、Sav! The World Productionsでアニメ化プロジェクトに関わる。また、パリの映像専門学校ゴブラン (Gobelins l'Ecole de l'Image) でアニメーション制作技法を学ぶ。学校の仲間と制作した短編アニメがテレビアニメシリーズ"Code Lyoko"へ発展する（日本では『CODEリョーコ』として放送）。
2004年、『オーバン・スターレーサーズ』をハルフィルムメーカー（現TYOフィルムメーカー）と日仏合作するため来日する。2年半の滞在中に日本のアニメ業界に馴染んだことや、日本人女性と結婚したこともあり、完成後もフリーデザイナーとして日本で働く。
2008年、自身のオリジナル企画『バスカッシュ!』がサテライトで採用され、アニメ化を機に同社所属となる。本作ではブリュネ・スタニスラス、ルガル・ヤンらとフランス人美術チームを組み、以後も『アクエリオンEVOL』『戦姫絶唱シンフォギア』『AKB0048』などのサテライト作品のデザインワークを手がける。また、『超速変形ジャイロゼッター』（スクウェア・エニックス）や『スペース☆ダンディ』（ボンズ）など、他社企画のメカニックデザインにも参加している。
2018年5月、サテライトから独立し、フランスのメディア企業アンカマ (Ankama) から出資を受け、Studio No Borderを設立。企画・デザインを中心に、日本製アニメに関心をもつ海外企業との橋渡し役を目指す。また、フランス人クリエイターの日本のアニメ業界への就業を支援する"Furansujin Connection"（フランス人コネクション）というコミュニティを立ち上げている。
2020年、俳優の香川照之がプロデュースする昆虫絵本シリーズ『INSECT LAND』のキャラクターデザイン・イラストを担当する。

### 親子デザイン工房
2017年、息子の樹（8歳）と竜之介（10歳）がスケッチブックに描いたイラストの自由な発想に刺激を受け、デザイナーの父親としてこれらの「原案」を再解釈し、プロレベルの水彩イラストに仕上げてみた。その対比画をツイッター上で公開したところ、海外の国々から取材依頼が来るほど話題になった。
その後もSNSアカウントやYouTubeチャンネルで「親子デザイン工房」を展開し、2018年には親子3人の連名による画集がフランスと日本で発売された（2019年にはアメリカでも出版予定）。これらのプロジェクトは、普段は接点のない人々からフォローしてもらう機会になり、自身の独立・スタジオ立ち上げのきっかけにもなったという。

## 人物・エピソード
- 1980年代〜1990年代には日本のサブカルチャーがフランスに輸入され始めていて、当時は"Goldorak"（『UFOロボ グレンダイザー』）などのアニメを楽しんだり、『ファイナルファンタジー』などのゲームにはまっていたという。ただ、当時はそれらが日本製だとは知らなかった。
- 影響を受けた日本アニメは『AKIRA』やスタジオ・ジブリ作品、『GHOST IN THE SHELL / 攻殻機動隊』、『カウボーイビバップ』など、実写に近い空間表現を演出した作品[12]。メカデザインでは鳥山明[13]、美術設定では木村真二、森本晃司らに影響や刺激を受けていると語っている[14]。
- 日本で日本人のスタッフと作品を作るのが夢だったといい、『オーバーン・スターレーサーズ』制作のため来日する以前より日本語の勉強をしていた[15]。柔軟に他人の話を聞くことができるので「フランス人らしくない」とよく言われるが、その性格のおかげで日本社会に馴染みやすかった[3]。
- クリエイターとしては「空間を大事にして絵をつくっていくタイプ」であり、「奥行き感がいちばん大事なので、パースのルールを守りながらそこに気をつけています」と述べている[16]。2015年にはツイッター上で行ったパースについての作画技法解説がわかりやすいと話題になった[17]。

## 参加作品

### テレビアニメ
- 2003年 Code Lyoko - 原作（2007年日本放送）
- 2006年 オーバン・スターレーサーズ - 共同監督、アートディレクター、キャラクター・チーフデザイナー
- 2006年 ARIA The NATURAL - プロップ協力、設定協力、ゲストキャラクターデザイン補
- 2007年 キスダム -ENGAGE planet- - 美術設定
- 2008年 バスカッシュ! - 共同原作、メカコンセプトデザイン、美術監督、EDイメージコンセプト、原画
- 2011年 異国迷路のクロワーゼ The Animation - 美術設定、プロップ、レイアウト
- 2012年 戦姫絶唱シンフォギア - フューチャービジュアル
- 2012年 モーレツ宇宙海賊 - 美術設定
- 2012年 アクエリオンEVOL - コンセプトデザイン
- 2012年 トータル・イクリプス - OP原画、原画
- 2012年 AKB0048 - 美術デザイン、OP原画
- 2013年 AKB0048 next stage - 美術デザイン、OP原画
- 2013年 戦姫絶唱シンフォギアG - フューチャービジュアル
- 2014年 スペース☆ダンディ - メインメカデザイン
- 2014年 M3〜ソノ黒キ鋼〜 - OP原画
- 2014年 ノブナガ・ザ・フール - コンセプトデザイン、原画
- 2014年 戦姫絶唱シンフォギアGX - 美術設定監修
- 2016年 マクロスΔ - 世界観デザイン
- 2016年 ラグナストライクエンジェルズ - 美術デザイン
- 2019年 キャロル&チューズデイ - 世界観デザイン
- 2022年 インセクトランド - キャラクター原案
- 2025年 地球のラテール - 原作キャラクターデザイン

### webアニメ
- 2019年 キャノン・バスターズ（英語版）[18] - パイロットフィルム制作、キャラクターデザイン、メカデザイン、絵コンテ

### アニメ映画
- 2014年 モーレツ宇宙海賊 ABYSS OF HYPERSPACE -亜空の深淵- - 美術設定
- 2018年 劇場版マクロスΔ 激情のワルキューレ - 世界観デザイン
- 2024年 コードギアス 奪還のロゼ - 美術デザイン

### OVA
- 2007年 ARIA The OVA 〜ARIETTA〜 - レイアウト作画監督
- 2007年 撲殺天使ドクロちゃん2 - 友情出演
- 2010年 エア・ギア 黒の羽と眠りの森 -Break on the sky- - 美術デザイン、プロップデザイン

### ゲーム
- 2011年 ペルソナ2 罪 - OP美術監督
- 2011年 戦律のストラタス - アニメーションパート監督
- 2012年 超速変形ジャイロゼッター - ジャイロゼッターデザイン（三菱・パジェロ、日産・シーマ、スバル・アルシオーネ、スバル・360、トヨタ・ヴィッツ[19]）
- 2012年 エクストルーパーズ - PVアニメーション美術設定、美術監督
- 2015年 大逆転裁判 -成歩堂龍ノ介の冒險- - イメージボード、背景デザイン

### その他の仕事
- 2001年 Molly,Star Racer - 共同監督（『オーバーン・スターレーサーズ』のパイロットフィルム）
- 2013年 The 2 Queens 二人の女王 - 美術監督（劇場パイロットフィルム）
- 2015年 東京アニメアワードフェスティバル2016 キービジュアル
- 2017年 ガールズ&パンツァー 最終章 - フランス語指導
- 2020年 大魔王の美術館と怪盗団 - ディレクター（ボードゲーム）
- INSECT LANDシリーズ[20] - 絵 
  - 2020年 ホタルのアダムとほしぞらパーティー
  - 2020年 カブトムシのガブリエル、もりのヒーロー
  - 2020年 カマキリのシャルロットとすずらんでんわ
  - 2021年 クワガタのラファエル、あばれんぼうの ひみつ
  - 2021年 チョウのエデン、えがおのまほうつかい
  - 2021年 テントウムシのミア、プレゼントだいさくせん
  - 2022年 トンボのアクセル、あわてんぼうのいちにち
  - 2022年 ハチのテオ、おてつだいのレシピ
- 2024年 ラテールとアースセイバー 絶滅危惧種が教えてくれること - 絵[21]
- 2024年 JISOGI: Anime Studio Tycoon - ゲストアーティスト（ボードゲーム）

## 画集
LOST IN ANIME　ロマン・トマ DESIGN WORKS
2015年7月31日、メディアパル発行、ISBN 9784896109498
Traits de Famille - Le Bestiaire fantastique d'un pere et de ses fils
2018年3月8日、Kurokawa発行、Itsuki,Ryunosuke & Thomas Romain 名義
親子デザイン工房
2018年9月25日、玄光社発行、ロマン・トマ&竜之介、樹 名義、ISBN 9784768311134
親子デザイン工房2
2022年11月30日、玄光社発行、ロマン・トマ&竜之介、樹 名義、ISBN 9784768316986